# 拉卢韦斯克
拉卢韦斯克（法語：Lalouvesc，法語發音：[laluvɛsk]）是法国阿尔代什省的一个市镇，属于罗讷河畔图尔农区。

## 地理
拉卢韦斯克（45°7'13"N, 4°32'6"E）面积10.53 平方千米，位于法国奥弗涅-罗讷-阿尔卑斯大区阿尔代什省，该省份为法国东南部内陆省份，北起顺时针与卢瓦尔省、伊泽尔省、德龙省、沃克吕兹省、加尔省、洛泽尔省和上盧瓦爾省接壤。
与拉卢韦斯克接壤的市镇（或旧市镇、城区）包括：拉法尔、罗什波勒、杜河畔圣皮埃尔、圣桑福里安德马安、萨蒂略。

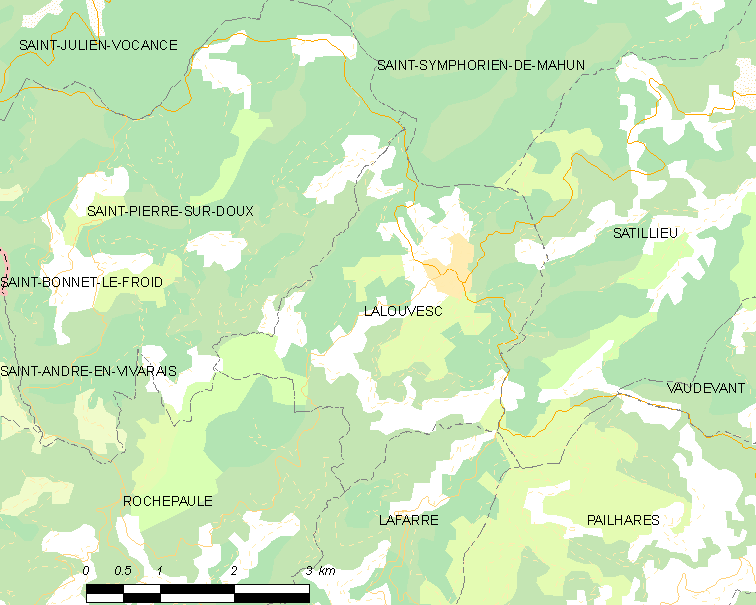
拉卢韦斯克的OSM定位图

拉卢韦斯克的时区为UTC+01:00、UTC+02:00（夏令时）。

## 行政
拉卢韦斯克的邮政编码为07520，INSEE市镇编码为07128。

## 政治
拉卢韦斯克所属的省级选区为上维瓦赖县。

## 人口

1962-2008年间拉卢韦斯克人口变化图示

拉卢韦斯克于2022年1月1日时的人口数量为383人。